# Византијско-бугарски ратови
Византијско-бугарски ратови су били серија ратова и конфликта нижих размера на Балканском полуострву од 5. века н. е. све до пропасти обе државе. Ратови су обележени разноврсним исходима све до појаве Османлија на Балканском полоустрву, када су обе балканске државе изгубиле свој утицај на Балкану. Први сукоби Византије почеле су са оснивачима Бугарске (Прабугарима) након њиховог појављивања на Балканском полуострву око 5. века н. е., а постали су интезивнији после велике победе војске прабугарског хана Аспаруха над војском Византијског царства 680. н. е. када је основано Прво бугарско царство.
Током следећих векова, Бугари и Византија су константно долазили у сукоб. Најзначајнији од тих сукоба су војни походи византијског цара, Константина V, против Бугарске између 755. и 776. н. е. године, као и бугарска победа над Византијом 811. н. е, када су бугарске трупе предвођене царом Крумом успеле да заробе византијског цара Нићифора I. Крумов син и наследник Омуртаг после очеве смрти 814. н. е, склопио је тридесетогодишњи мировни споразум са Византијом, насупрот сукобима који су уследили. 864. н. е. Бугарски цар Борис I после крвавих сукоба са паганском бугарском аристократијом, крстио се хришћанин. Рат између Византије и Бугара се поново појачао на пуној снази током владавине Симеона I, названог и Великог, (893—927), који је успео да потисне Византију али је био неуспешан у његовом покушају да створи једну велику источну европску империју.
Током 960-их, Византија је затражила помоћ Кијевских Руса ради потискивања ослабљене Бугарске. То је довело до сукоба измећу Руса и Византије и коначне Византијске победе над Русима, 971. што је и окончало и прво, краткотрајно, освајање Бугарске од стране Цариграда. Бугарско царство је успело да се опорави под Самуилом и да поврати своју моћ због граћанских ратова и афера које су задесиле Византију током друге половине 10. века, међутим Византија предвоћена Василијем II, успела је да нанесе серију пораза опорављеном Самуиловом царству, и 1014. у Клидију да потпуно сломи Самуилове трупе. Освајане преостале Бугарске је окончано 1018. Због његових војничких подвига али првенствено због његове бруталности, византијски цар, Василије II је остао у историји забележен као „Бугароубица“.
Бугари су подигли устанак против Византије 1040—1041, као и 1070-их и 1080-их који су били угушени од Византијске војске. Међутим 1185, Теодор Петар и Иван Асен су подигли устанак, што ослабљена Византија није могла да угуши, што је донело до стварања Другог Бугарског царства. После пада Цариграда у рукама крсташа, 1204, бугарски цар Иван Калојан је затражио савезништво од крсташа које су то они одбили, тако се он окренуо Византијској царевини Никеји, са којом је склопио завезништво. Иако његов наследник Борил је склопио савезништво са Латинском царевином Цариграда, његови наследници су остали савезници Никеји која је повратила Цариград 1261. Византија је повратила поједине Трачке градове од стране Бугарске, које је после изгубила поново од бугарског цара Теодора Светослава. Византијско-бугарски односи су остали напети све до српске доминације Балкана под царом Душаном, и после тога, све до коначне Отоманског освајања Балкана мада од тада већ обе царевине су играле другоразредну улогу на Балкану.

## Појава Прабугара и први контакти са Византијом
Прва појава Прабугара на Балканском полуострву се спомиње око петог века наше ере, током Велике миграције народа на просторима Европе и Средње Азије. Први контакт једне организоване прабугарске државе са Византијом долази око 635. године када Кубрат, вођа Пабугара који су дошли са простора Средње Азије, подигао је успешан устанак против Авара или по једној другој верзији против западних туркијских племена, и испоставио једну прабугарску државу која се проширивала на просторима између Кавказа и Дњепра, просторима изузетно виталним за Византију која је у међувремену била у ратном стању са Аварима и Персијанцима, а морала је да одбрани своје источне границе и од новорођене арапске експанзије.
На почетку седмог века наше ере Византије је била принуђена да одржава добре односе са њеним суседима, тако да би избегла рат на више фронтова, због истовременог сукоба са Аварима и Сасанидима морала је да нађе савезнике међу њеним новим, непознатим суседима. Према причама патријарха Нићифора и Јована Никије, вођа прабугарског племена Оногура, Органа, посетио је Цариград 619. заједно са сином Кувратом. Током њиховог боравка у Цариград, обојица су се крстили
хришћани, а Органа је добио титулу патрикија док је Кубрат остао у Цариграду и после одласка његовог оца. Када је наследио свог оца и ослободивши свој народ, Кубрат је склопио савезништво са византијским царом Ираклијом, 641. године, и добио је од њега титулу патрикија као и много поклона. Детаљи тог споразума нису забележени, али је остало познато да је Кубрат подржао права Ираклијовог сина, Ираклона, уместо Константина Трећег за византијско престо. Осим тога, вођа Оногура, Кубрат је успео да подигне свој углед међу и осталим прабугарским племенима, и да их уједини у једну прабугарску државу. Та прабугарска држава је остала позната у историји као Велика или Стара Бугарска. На тај начин Византија је добила привремено једног лојалног савезника на њене изузетно осетљиве северне границе.

## Први сукоби
Када је цар сазнао да је један народ нечист и варварски,  настанио се северно од Дунава, код Огла; и да би могао да извршава пљачкашке упаде на територијама близу Дунава, наљутио се и наредио је да се војске свих теми окупе у Тракију. Када је припремио и флоту, покренуо је војни поход и са мора и са копна, са намером да их протера. Када је војска стигла између Огла и Дунава, флота се налазила на оближњим обалама. Када су Бугари видели велику војску укопали су се у мочваре Дунава и тамо су остали четири дана, а Византијци нису могли извршити напад због мочвара. То је охрабрило Бугаре. Цар је имао неке проблеме са ногама и журио се да се врати у Месимврију где би могао да их лечи. Тако је напустио војску и са пет бродова и његовом пратњом вратио се у Месимвриу. У међувремену, наредио је његовим војницима да ратују ако Бугари их нападну. Међутим коњица је то свхатила као да је цар напустио борбено поље, тако да се она повукла без непријатељске претње. Видевши то, Бугари су напали остатак војске и убили су већину, а остале од њих су протерали до Дунава. Када су прешли реку стигли су до Варне и тамошњих обала. Тада су видели да су иза себе оставили Дунав, а испред себе су имали клисуре Ема и Црно море. Онда су поробили Словене ( седам генерација), према истоку су настанили Севере, а према југу и западу до граница са Аварима су поставили осталих седам генерација. То проширење их је изузетно охрабрило, тако да су почели да нападају и поробљавају по византијским тврђавама и насељима. Тако је цар (Константин Погонат) морао да потпише мировни споразум са њима и да им плаћа годишњи порез.

Теофан Исповедник
После смрти Кубрата, која се догодила највероватније током владавине византијског цара, Констанса II, (641—668), његова држава се распала због унутрашњих проблема али и због напада Хазара. Упркос саветима свог оца да одрже своју државу, његових пет синова нису успели да одрже Велику Бугарску, и та држава се распала у комаде. Један од његових синова, Аспарух (635/640-око 700), се настанио са једним делом његовог народа у данашњој јужној Бесарабији. Према византијском хроникографу Теофану, константни упади Аспаруха на територију Византије натерали су византијског цара, Константина IV, (668—685), да 680. године крене у војни поход против нове претње Византијској империји, у намери да натера Аспаруха да се ненасели на територији царства. После њихове победе над трупама Византије, и потписивања мировног споразума 681. године, (мировним споразумом Цариград је признао бугарску државу до Ема), није дошло до сукоба између Византије и Бугарске зашто ни Константин Погонат није покушао нове војне експедиције, ни Аспарух нове нападе против византијске државе. Познато је да између 680 и 685 дошло је до рата између Бугарске и Авара, што је дозволило Бугарима да се прошире према западном Балкану. Такође у периоду између 678-680, десио се значајан окршај између византијске флоте и прабугарског вође Кувера (највероватније једног од браћа од Аспаруха), пошто је задњи покушао неуспешно да заузме Солун.

## Јустинијан II и Тервел
Прекид у мирним односима између Византије и Бугарске је дошао у време цара Јустинијана Другог, Ринотмита, (685—695) и (705—711). 688. године Јустинијан је напао Бугаре и Словене. За тачан исход тог војничког подухвата немамо поуздане информације. Познато је само да је успео да потисне непријатеља без постизања одлучне победе, и да пороби неколико словенских племена. Углавном није успео да дође до одлучне победе јер су се Бугари служили тактикама герилског рата, сличних онима Прабугарима 680. године. Његове победе против Словена нису имале велики одјек због великих губитака у једној бици против Бугара, где су Бугари извели изненади напад на византијску војску. Јустинијан је збачен са престола 695, али уз помоћ бугарског хана Тервела и 15000 његових војника, Јустинијан се повратио на трон 705. године, убивши људе које су га збацили са трона, Леонтија и Тиберија Трећег. Јустинијан је наредио сенату да буде послушан Тервелу и Тервелу је доделио титулу цезара. Није сигурно колико велики утицај је имао Тервел у унутрашњним аферама Византије, али је познато да је постао омиљена фигура византијских историчара. Добре везе између Јустинијана и Тервела нису биле тако стабилне, познато је да је Јустинијан био поражен у бици против Тервела, код Анхијала, 708. године. 711. године, Јустинијан је затражио опет помоћ Тервела да би угушио устанак Филипикоса. Тервел му је послао војску од 3.000 војника, међутим Јустинијан је био поражен и погубљен од новог цара Филипикоса. Није познато до када је Тервел владао Бугарском, мада је познато да је његов наследник Кормесије, владао сигурно од 716. године, иако Теофан спомиње Тервела као учесника у конспирацији за византијски трон, коју је организовао Анастасије Други да би се повратио на престо. Међутим тај историјски податак Теофана Исповедника, не сматра се изузетно поузданим.

## Лав III Исавријанац (717—741), византијско-бугарско савезништво и период мира
Када су Арапи извршили помрску блокаду Царграду, током зиме 717/718. године, Лав III Исавријанац је затражио помоћ Бугара. Теофан пише да су Бугари поубијали 22.000 Арапа, док Зонарас говори о многим хиљадама. Западни извори говоре да су Бугари нанели Арапима губитке од 30.000 до 32.000 мртвих.

## Константин Пети
Током периода владавине Константина Петог, Копронима, почињу први дуготрајни сукови између Византијске царевине и Бугарске. Између 756. и 776. године, Константин је преузео велики број војних похода против Бугарске са главним циљем да освоји Бугарску. Због недовољних информација о том историјском периоду, историчари морају да се ослоне на Теофана исповедика и патријарха Нићифора, који се не слажу апсолутно између себе. 755./756. године Константин Пети, је настанио у Тракију, Павлакијанце, Сиријце и Јермене, са циљем да повећа број становништва на граници са Бугарском.
Бугари су видели тај чин као прекршај мировног споразума и кренули си у упаде у Тракију и стигли до зидина Цариграда. Патријарх Нићифор пише да их је Константин победио у једној бици али да су они изазвали велике катастрофе, заробљавајуђи велики део становништва. То је натерало Константина Копронима да 760. године крене у војни поход против Бугарске. Када је Константин стигао до Верегаве, доживео је тежак пораз од Бугара у њиховом изненадном нападу, где је и убијен патрикије Леон као и логотет путева Леон. Међутим, Костантин успео је убедљиво је да порази Бугаре код утврђења Маркеле. Тај пораз је имао велики одјек над Бугарима зажто им је био први од њиховог доласка на Балкан. Та пораз приморао је Бугарску да потпише нови мировни споразум, са којим је изгубила територије које је присвојила споразумом из 717. године, док је бугарско племство послало велики број младих Бугара као таоце у Цариград.
После првог бугарског пораза на Балкану, власт у Бугарској је била изузетно уздрмана, и то је дозволило хану Телецу (760—763), који је био непријатељ Византије, да се домогне власти. Телец прекршивши мировни споразум који је уследио после бугарског пораза код Маркела, напао је 763. године, граничне прелазе Византије са Бугарском. Константин је одговорио са новим војним походом, са циљем као и прошли пут да нападне бугарску војску на два фронта. Овај пут Константин је избегао Верегаву, и одлучио се да крене уз обалу преко Месимврије и Одесе (Варне), док истовремено је послао византијску флоту од 800 бродова и 10.000 коњаника да оде преко Дунава. Константин је стигао са војском у Анхијалу, 30. јуна, 763. године. Тамо је уследила друга битка код Анхијала између бугарско-словенске војске, Телеца и византијске војске, Костантина. Битка је трајала целог дана и завршила се византијском победом.
Победа Византије се прославила великом парадом у Цариграду, док Бугари су сматрали Телеца као основног кривца за нови пораз од Византије. Телец је био погубљен и замењен Савином, (764—765), који је затражио примирје од Цариграда. То није се нимало свиђало бугарској аристократији која је то видела као знак издаје. Савин је био приморан да напусти Бугарску царевину и да пребегне у Византију. Његов наследник, Паган је такође затражио примирје од Византије, међутим Константин је сазнао од Савина и од тајних агената, да је политичка ситуација у Бугарској критична, и тако је одбио примирје и кренуо у нови војни поход против Бугарске. Тај војни поход је више био приказивање моћи Византије него озбиљни војнички поход са неким стратегијским циљем. Константин Копроним је тим покушавао да примора Бугаре да прихвате мир под условима Цариграда. Византијска војска се искрцала у Месимврији или у Анхијалу, док су бугарске трупе стојале на источној страни Ема. Видевши да је изузетно опасно да настави поход унутар Бугарске, Константин је затражио примирје које је и добио. Паган се сусрео са Константином, и Константин га је угрдио због мржње које је он и бугарска аристократија приказали према Савину. После тога обе стране су се договориле, према Теофану исповеднику, на мировни споразум.
Године 765., Константин је опет напао Бугарску. Владар Бугарске у то време је био Токт, који је водио антивизантијску политику и највероватније Копроним је направио ту војну кампању против Бугарске да би избегао бугарске упаде на територију ромејске царевине. Током битке која је уследила између византијских и бугарских трупа, Византијци су тријумфовали док Токт и његов брат Вајан су погинули током битке. 766. године Константине је покренуо нову војну кампању против Бугарске. У тој кампањи цела византијска војска, са око 2.600 бродова (према Теофану исповеднику), кренула је 21. јуна 766. према Анхијалу и Месимврији док је цар ишао копненим путем. Бугари нису имали намеру да се сударе са тако великом војском, међутим уследила је велика олуја на мору која је уништила велики део големе византијске флоте и натерала Константина да прекине војну кампању и врати се у Цариград. Пре тога цар је наредио да се баце мреже у мору да би се упецали лешеви удављених војника, што би им омогућило да се сахране. Тим војним походом је завршен први део војних кампања Константина против Бугарске.
Маја 774. године, Константин је покренуо нови масовни војни поход против Бугарске. Теофан исповедник пише да је Константин сакупио флоту од 2.000 бродова која је отпловила према Месимврији, док је цар отпловио према Дунаву. Међутим цар је одлучио да одустане од тог војничког похода, зашто највероватније је постигао мировни споразум са Бугарима. Тај мир није трајао тако дуго, Константин је био обавештен од његових шпијуна да је цар Телериг, (768—776), одлучио да пороби словенско становништво Верзитије, давајући један добар разлог Константину Копрониму да крене у апсолутној тајности, са 80.000 војника, према Бугарској. У бици која је уследила код места Литосорија, византијска војска је победила Бугаре изузетно лако, и тако је цар назвао тај рат, „мирољубиви“, зашто у њему, према Теофану није изгубио ниједног војника. 775. године Константин је урадио свој претпоследњи поход против Бугарске, међутим византијска флота је потонула у олуји, и то је натерало Константина да се поврати у Цариград. Нешто касније Телериг је послао писмо Константину у којем је написао, да је планирао да напусти Бугарску због унутрашњих афера око трона и затражио од Константина да га прими у Константинопољ и да му открије византијске шпијуне у Бугарској, цар је поверао Телерига и открио му шпијуне који су одмах погубљени. Последњи поход Константина Копронима против Бугарске био је Августа 775. године, међутим Константин се разболео током војног похода и умро док су га превозили у Цариград.

## Период мира (776—788)
Након смрти Константина, Телериг је пребегао у Цариград, где је био прихваћен веома пријатељски од новог цара, Лава Четвртог, (776—780). Телериг у Цариграду се крстио хришћанин, додељена му је титула патрикија и оженио се једном рођаком од царице Ирине. После пребега Телерига у Цариград, највероватније односи није дошло до сукоба између Византије и Бугарске. Тај мир је омогуђио царици Ирини да изгради Иринупољ близу границе са Бугарском око 784. године, да посети Филипупољ (Пловдив), као и да оправи Анхијал који је био уништен од ратних дејстава.

## Константин VI
Добри односи између Византије и Бугарске су се погоршали 788. године када су Бугари напали код реке Стримоне, византијског генерала Тракије, Филита, кога су са многим његовим војницима, убили. 791. године, Бугари су напали Тракију, и под вођстом владара Кардама, стигли су испред зидина Једрења. Цар Константин Шести је повео војни поход против њих, и победио их је. Следеће 792. године, Константин је покренуо прву његову војну кампању против Бугарске. Када је стигао код утврђења Маркеле, 20. јула, бугарски цар, Кардам га је изненадо напао и поразио тотално неспремне за борбу, византијске трупе. Бугари су запленили велике количине византијске војне опреме, коњи, царски шатор, као и велики број новца. Пораз Константина од Бугара је уздрмао његову власт нарочито због царевог веровања пророцима, који су предвиђали победу против Бугара.
Када се повратио у Цариград, Константин је био принуђен да побије многе високорангиране Византијце, који су подигли устанак против њега, са циљем да га збаце са трона. Међу погубљенима су били магистр Михајл Лаханодракон, патрикије Варда, протоспатарије Стефан као и генерали Хамеа, Никита и Теогностон.
У Августу 792. године, када су се трупе Византије окупиле у Цариград, имале су намеру да прокламују уцезара Нићифора као цара, међутим Константин је ослепео Нићифора, и посекао је језике знаметим византијцима као што су били Христофор, Никита, Антим и Ебдоким. Треба да додамо да је Константин ослепео и патрикија Алексија, зашто су му запретили да ће он постати цар уместо њега.
Сукоби између Византије и Бугарске су поновљени 796. године, када је Кардам затражио новац од Константина да не би уништио Цариград. Константин му је послао коњски измет као одговор, и поручио му је да је то једино што је заслужио да добије, и додатно му је поручио да ће да покрене нову кампању против Бугарске. Константин је са војском стигао до Авролеве са циљем да се одлучно сукоби са Кардамом. Кардам је такође стигао до Авролеме али се укопао у шуми, близу византијске војске и оклевао је да дође у сукоб са византијском војском. Византијци су пуних 17 дана изазивали Кардамову војску на битку, међутим Кардам је покупио своју војску и вратио се у Бугарску.

## Сукоби од времена Крума до времена Симеона

### Крум и Нићифор Први
Почетком Осмог века, у Византији и у Бугарској, ступили су на власт двојица способних владара. У Византији је дошао на власт Нићифор Први, 802. године, док је 803. године дошао на власт у Бугарској, цар Крум. Нису нам остали познати византијско-бугарски односи између 796 и 807. године. Цар Нићифор, (802—813), је први напао Бугарску, 807. године, међутим када је стигао испред Једрена, обавестили су га, да је против њега покренут устанак у Цариграду. То је примрало Нићифора да се врати у Цариград, како би угушио устанак. 808. године Крум је напао регион реке Струме, где је побио већи број византијских војника, као и генерала тамошње теме. Тај напад је био први у низу његових напада на византијску територију све до 814. године.
Војни походи Крума имали су циљ да угрозе византијске градове на балканском северу царевине. 809. године, Крум је стигао испред града Сердике, (данашње Софије), која се тада налазила на једној од најсевернијих тачака Византијске царевине. Нићифор се одлучио на војни поход према Сердици, са циљем да уништи Крумове трупе. Међутим због несугласица између њега и његових војника, које су довеле до дезертирања појединих врховних византијских генерала, и њиховог преласка на бугарске линије, Нићифор одлучио је да прекине војну кампању. У Цариграду, Нићифор покушавајући да сакрије унутрашње неспоразуме, упутио је писма где је писао како се проводио током Ускрса на Крумовом двору. После тога, Нићифор покушао је да оправи Сердику, али је наишао на оштро противљење његових војника и тако је морао да напусти планове.
Нићифор је кренуо у нови масовни војни поход против Бугарске, Маја, 811. године. Са њим је понео његовог сина Ставракија и мноштво византијског племства. Пре тога је наредио логотета Никиту да повиши порез на цркве и манастере, како би могао да финансира до скупу војну кампању. Патрикије Саливар је упозорио цара да тако нешто би могло довести до побуне против самог Нићифора, и на такав начин Нићифор би могао изгубити престо. Међутим Нићифор није послушао Саливара и сакупио је Јуна или Јула, 811. године, велику византијску војску из Тракије и Мале Азије, као и многе лако наоружане војнике. Када је стигао до утврђења Маркеле, Крум је свхатио да није могао да се супротстави толико великој војсци, и поручио је Нићифору да узме шта хоће и да се мирно врати у своју државу. Нићифор је, како се испоставило направио грешку тиме што није одмах одлучио да искористи изненађење Бугара и одлучно их порази, међутим дао им је време да се повуку и реорганизују. Тада се десио преврат, један добар пријтељ од цара Нићифора, Византије, побегао је од Маркела и пребгао је на Крумове линије, доневши са собом велику количину злата као и доста скупоцених царевих ношњи. Многи, око цара су то сматрали као лош предзнак за будућност експедиције. Нићифорове трупе су победиле прве битке са Бугарима, и стигли су испред Плиске, главног града Бугарског царства који је био напуштен од Крума. Нићифор је наредио да се град заузме и тотално сравни земљом. Приликом заузимања града, где су се византијске трупе крвнички обрачунале са цивилним становништвом, Нићифор је разбио бугарску војску од 12.000 војника.
После лаког заузимања Плиске, где је у другој бици разбио још једну бугарску војску од 50.000 војника, Нићифор је доделио заплељено злато његовим војницима. Након тога, Нићифор је упутио своју војску према уским клисурама Моезије. Крум је био затворио све уласке и изласке из клисуре, великим балванима, стављајући Византијце у велику клопку. Тек 24. јула, Византијци су свхатили шта се десило, упркос упозорењима његових генерала за напад над Бугарима, Нићифор је рекао да нису имали шансу да побегну чак и ако су могли да полете као птице. Бугари су извели један много добро организован напад током ноћи 25. јула. У том нападу погинули су цар Нићифор, патрикији Аетије, Петар, Теодосије, Сисиније, Саливар и Роман, као и многи спатарији и протоспатарији. Међу мртвима су били и другарије (капетан) царског брода, доместик екскувита, вође тагми као и мнобројни генерали теми. Према Теофану исповеднику, читав врх Римљана је нестао. Крум, пратећи традицију народа степа и да би прославио своју сјајну победу, од Нићифорове лобање је направио пехар за вино. Син Нићифора, Ставракије који је био тешко рањен у кичму, успео је да побегне и да стигне до Једрена. У Једрену, доместик Стефан и магистр Теодор (који су такође били међу преживелима) поставили су Ставракија за цара, из разлога зашто Ставракије је оптужио свог оца за све што се десило Византијцима. Ставракије је био премештен у Цариград, где је и абдицирао у корист његовог зета, Михајла I.

### Крум и Михаил Рангабе
После катастрофалног пораза византијске војске у клисурама Моезије, Бугари су наставили нападе на византијску територију, нападајући велике Трачке градове. Током пролећа 812. године Бугари су заузели град Девелт, из кога су преселили комплетно становништво у Бугарску. Такође, Бугари су запленили велики број ратног материјала као велике количине злата и сребра. 7. јуна, 812. године, Михаил I, (811—813), зет погинулог цара Нићифора, покренуо је војни поход против Крума, међутим када се налазио у граду Цурулу, у Тракији је сазнао за непослушност војске, и био је присиљен да се поврати у Цариград. То је омогућило Бугарима да покрену војне походе против византијских градова као што су били Анхијал, Верија, Пловдив и Филипи, натеравши локално становништво да пребегне из својих градова. Мећу избеглицама су били многи становници из Мале Азије који су били премештени од Нићифора у околини реке Струме, са циљем да се повећа становништво тих градова. Крум је послао у Цариград, Даргамира, који је био словенског порекла, да натера Михаила прихвати Крумов предлог за мир, или у другом случају Крум ће заузети Месимврију. Михаил је на почетку хтео да прихвати Крумов захтев, али под притиском игумана Теодора, одлучио је да не прихвати тај захтев. Тако богата Месимврија, после једномесечне опсаде пала је у руке Бугара. Крум је био затражио од Михаила да пошаље у Бугарску, Бугаре који су пребегли у Византију и били су важан извор информација за Византију у рату против Бугарске. Ти пребегли Буагри су обавестили Михаила да Крум спрема масовни војни поход против Цариграда. Михаил је онда кренуо у тајни поход против Крума и 15. фебруара, 813. године је изненадио бугарске трупе, наневши им тешке губитке, натерао их је да се врате у Бугарску.
Маја 813. године, Михаил је кренуо у војни поход против Бугарске. Када је царска војска стигла до Ираклеје, цар Михаил је почео да прегледа терен. Теофан је оптужио Михаила да је био превише неодлучан да се сукоби са Бугарима. Византијске трупе су оставиле негативан утисак становништву Тракије, из разлога зашто византијски војници су пљачкали локално становништво. У међувремену Крум је одлучио да постави своју војску код Версиникије, у непосредној близини византијске војске. Михаилови саветници су саветовали цара да не напада први, прављајући га још више неодлучним. Неодлучност Михаила је постала позната у Цариграду где је народ почео да се моли како би цар Константин V, устао из гроба и кренуо у бој. Неки су чак проширивали гласине да је Константин устао из гроба и јахао на коњу против Бугара. Међутим 22. јуна, почели су сукоби између Михаила и Крума близу Једрена. После крађе битке Бугари су поразили Византијце, што је на почетку Крум је помислио да је то тактчико повлачење византијаца, али после почетног размишљања, Крумове трупе кренуле су у јуриш против византијске војске и нанеле су јој огромне губитке. Цар Михаил I, вратио се осрамођен у Цариград где је смакнут са трона у корист Лава V, Јерменца, (813—820).

### Лав V, смрт Крума и тридесетогодишњи мир
Крум после победе над Михаиловим трупама, наставио је свој напад према Цариграду, у међувремену је био оставио свог брата да стави под опсадом Једрен. Када је стигао пред Цариградом, Крум је свхатио да није могао да освоји град и затражио је од новог цара, Лава, да га пусти да закуца на зид своје копље и да крену мировне преговоре. Лав је одбио први захтев Крума, и током мировних преговора Византијци су покушали да убију Крума, раневши га. Крум је побеснео због тог напада Византијаца, и разорио је целу источну Тракију. Осим тога, Крум је пренео велики број византијског становништва северно о Дунава, у јужној Бесаравији. Лав није реаговао на дивљање Крума над цивилним становништвом.
Током зиме 813. године се задесио последњи напад Крума на Византијско царство. Отприлике 30.000 Бугара је напало град Аркадиупол. Град је био попаљен и велики део становништва је такође преведен у Бугарску. Цар Лав опет је био патетичан према тим бугарским нападима. Треба се додати да од протобугарских текстова нађено је било да у војним походима Крума је учествовао велики број официра са византијским именима. Опустошујући Тракију 813. и 814. године, Крум је кренуо 814. у његов напад против Цариграда. Цар Лав је сазнао од византијских бегунаца из Бугарске да је Крум планирао да нападне део зидина код места Влахерне у Цариграду, и када је то Лав сазнао, наредио је да се направи и други зид код Влахерне, чекајући напад Крума. Међутим, Великог Четвртка, 814. године, византијски бегунци су обавестили Лава да је Крум убијен под неразјашњеним околностима. Та вест је донела велику радост у Цариграду, међутим Бугари су наставили да уништавају Тракију и цар Лав је био принуђен од њих да тражи мир. Када су то Бугари одбили, Лав је кренуо у војни поход против њих. У бици близу Месимврије, византијска војска после изузетно добро изведеног повлачења, потукла је до ногу бугарску војску. Према Генесију, планина где су Византијци поразили Бугаре се назвала „Лавова планина“ у част цара Лава V.
Након смрти Крума и бугарског пораза од трупа цара Лава, у Бугарској је уследила краткотрајна династијска криза која се прекинула доласком на власти сина кана Крума, Омуртага. Омуртаг, који је ступио на власт 815. године, морао је да се бори против Франака на западном фронту, а и сам је желео да прошири Бугарску према западном Балкану. Да би то урадио, а истовремено да би избегао рат на више фронтова, Омуртаг је склопио тридесетогодишњи мир са Цариградом. Тај мир се састајао од два дела. Први део мировног споразума односио се на границу између двеју земаља, граница се проширивала од Девелта на истоку, преко Једрена и Пловдива све до планине Ема на западу. Други део мировног споразума односио се на цловенско становништво, Словени који су били грађани Византије пре почетка рата могли су да се врате на места која су живели и пре рата а који нису били грађани Византије и током рата су се преместили на обалу, били приморани да се врате њиховим селима.

## Тридесетогодишњи мировни период
Позитиван импакт тридесетогодишњег мира који је склопио Омуртаг са Византијом могао је да се види врло брзо. 820. године када је Тома Словен, дигао устанак против Византијског царства, цар Михаил II је одбио Омуртагову помоћ, међутим Омуртаг је напао устанике и поразио их је у корист Византијског царства, остајући веран мировном договору које је он био склопио са Византијом. Тридесетогидишњи мир се прекинуо само једанпут у време владавине сина и наследника Омуртага, Маламира, (831—836), када је дошло до византијске инвазије у Бугарску. Око 837. године се спомиње устанак Византијаца, који су били пренети северно од Дунава током владавине Крума као и њихов коначни повратак у границама ромејске царевине. Исте године се спомиње од арапског историјског извора, Ал-Масудија, да је на страну византијског цара Теофила у рату против Арапа учествовао и известан број Бугара.

## Ромеизација Бугарске
У време цара Лава V, Јерменца, (813—815), Бугари који су били заузели Једрен и друге градове у Тракији, пренели су велики део византијског становништва из тих опустошених крајева, северније од Дунава у јужној Бесаравији. Тај пренети део византијског становништва када се настанио у јужну Бесаравију, добио је име Македонија. Интересантно је да међу заробљеним Византијцима је била и породица будуђег византијског цара Василија I, оснивача македонске династије. Заробљено византијско становништво је имало велики импакт на Бугаре из разлога зашто им је омогућило да дођу у додир са византијском цивилизацијом. Интересантно је да многи имућни Бугари из владајуће класе вољара су узимали заробљене Византијце као учитеље за њихову децу. Међутим многи бугарски вољари који су били паганисти, жестоко су се противили ромеизацији Бугарске, што је и довело до протеривања и убијања многих знаменитих Византијаца, као што су били надбискупи Девелта, Ђорђе, Једрена, Манојло, Никеје, Лав као и заробљени генерали Лав и Јован, и велики број анонимних Византијаца који нису хтели да се одрекну хришћанства. Хришћанство је почело у исто време да се проширује у Бугарској. Синови Омуртага, Маламир и Вајан, су примили хришћанство од неког византијског заробљеника.
Године 853. је био потписан нови мировни споразум измећу Византије и Бугарске, главни потписници споразума су били бугарски цар Борис (852—889) као и византијска царица, Теодора. Нема многих историјских података из ког разлога је постигнут тај мировни споразум, мада је остала прича дао је Борис прихватио мировни споразум са Византијом зачто би било нечасно да ратује и да победи једну жену. Владавина Бориса је остала упамћена као и доба када је хришћанство постало државна религија. Борис није био сигуран којој ће цркви да постане веран, Римској или Цариградској, међутим када је византијски цар Михаил III, (842—867), пренео своју војску из Мале Азије на Балкан после низа војничких успеха против Арапа, Борис је био приморан да прихвати хришћанство од стране Цариграда зашто Бугарска је била ослабљена од неке епидемије која је захвартила велики део становништва па није могла да се одбрани од евентуалног византијског похода. Борис је крштен од византијског свештеника 864. године када је потписан нови мировни споразум, и добио је хришћанско име Михаил, по цару Михаилу III. Покрштавање Борија је довело до реакција паганских бугарских вољара, и довело до ситуације да се Борис крваво сукоби са њима. Борис је дошао у отворени сукоб са паганским вољарима и одсекао је 52 главе вољара. На тај начин хришћанство је постало званична вероисповест средњовековне Бугарске.

## Симеон против Византијске империје (893—927)
Мировни период у односима Византије и Бугарске је прекинут за време цара Лава VI, (886—912), када је 889. године на престо Бугарске дошао Владимир, настарији син Бориса, који се био повукао у манастир. Владимир који је био под огромним утицајем паганских бољара који нису уопште били задовољни рапидном ромеизацијом Бугарске и који су покушавали да прекину бугарски прилазак православљу, покушао је да поврати у Бугарску пагасну веорисповест, међутим када је то сазнао његов отац Симеон који у то време се налазио у манастиру, вратио се из манастира заједно са његовим другим сином Симеоном и 893. године срушио је са власти његовог првог сина Владимира. Владимир је био ослепљен и затворен у затвор док га је наследио Симеон. Борис се вратио у манастир где је и умро 907. године. Симеон је као младић био послат у Цариград где је био и упознат са византијском културом и византијским начином живота. Упркос томе, Симеон који после се показао као најславнији владар средњовековне Бугарске, показао се за један период од тридесет година, као највећа претња самом постојању Византијске империје.

### Први сукоби Симеона и Византије
Прва прилика да дође у сукоб са Византијом, Симеон је нашао 894. године када је Цариград одлучио да пренесе државну царину из Констанипоља у Солун. Симеон је нашао повод за рат у томе да је то угрожавало трговинске интересе Бугарске. Симеон је био изузетно узбуђен одлуком Византјиаца за премештање царине, што је имало као исход, повећање царинског пореза према бугарским трговцима. Симеон је затрашио био од византијскод цара, Лава VI, да обустави ту одлуку и да не премести царину из Цариграда у Солун, међутим византијски цар игнорисао је Симеонове позиве и дозволио је премештање царине у Солун. Цар Лав је игнорисао позиве Симеона, највероватније из разлога зашто није хтео да наљути василопатора Стилијана Заусија, који је био преузео задатак премештања царине. Тако је дата права прилика Симеону да прекрши мировни споразум из 864. године и да крене у напад против Византијаца.
Први сукоб измећу Симеона и византијске војске био је поражавајући за Византијце. Бугаре је предводио лично Симеон, док византијску војску су предводили Прокопије Кринит и Јерменије Куртик, који су обојица пали на бојном пољу. Симеон је одсекао носове заробљених византијских генерала и послао их у Цариград. У међувремену ситуација није била уопште повољна за Византију која је истовремено водила рат у Малој Азији и на Средњем истоку против Арапа. Тако је цар Лав VI, одлучио да се реши бугарске претње дипломатским путем. Цар је дошао у договор са Мађарима који је требало да нападну Бугаре са севера. Да би дошао до конкретнијег савезништва са Мађарима, Лав је послао у Мађарску на дипломатску мисију, патрикија Никиту Склера.